# Гега
Гега (болг. Гега) — село в Благоевградской области Болгарии. Входит в состав общины Петрич. Находится примерно в 18 км к западу от центра города Петрич и примерно в 64 км к югу от центра города Благоевград. По данным переписи населения 2011 года, в селе  проживало 238 человек, преобладающая национальность — болгары.

## Население
| Год     | 1934 | 1946 | 1956 | 1965 | 1975 | 1985 | 1992 | 2001 | 2011 |
| ------- | ---- | ---- | ---- | ---- | ---- | ---- | ---- | ---- | ---- |
| Жителей | 691  | 779  | 874  | 760  | 732  | 519  | 508  | 344  | 238  |

|  |